# 四谷三栄町
四谷三栄町（よつやさんえいちょう）は、東京都新宿区の町名。住居表示実施区域であり、「丁目」の設定のない単独町名である。

## 地理
新宿区の南東部に位置する。町域北部は、四谷坂町に接する。地域東部は四谷本塩町と四谷一丁目に接する。南部は四谷二丁目に接する。西部は、津の守坂通りに接し、これを境に荒木町に接する。主に住宅地として利用される。町域南部は靖国通りには接してはいないが、至近にある。また町域内を三栄通りが通っている。

### 地価
住宅地の地価は、2025年（令和7年）1月1日の公示地価によれば、四谷三栄町14-26の地点で100万円/m2となっている。

## 歴史
- 1943年（昭和18年）4月1日 - 箪笥町（現在新宿区内にある箪笥町とは別の町）・北伊賀町・新堀江町の3つの町が合併し、三栄町が成立。
- 2018年（平成30年）8月13日 - 住居表示実施に伴い三栄町の大部分（三栄通りの道路上の一部を除く）、荒木町・四谷二丁目の各一部、坂町の全域をもって四谷三栄町に変更。

### 地名の由来
箪笥町・北伊賀町・新堀江町の3町が合併した際に「三つの町が栄えるように」という願いから三栄町と名付けられたといわれている。

## 世帯数と人口
2025年（令和7年）3月1日現在（新宿区発表）の世帯数と人口は以下の通りである。
- 世帯数 : 1,147世帯
- 人口 : 1,988人

### 人口の変遷
国勢調査による人口の推移。なお、2015年までは三栄町を掲載。
| 年                 | 人口  |
| ------------------ | ----- |
| 1995年（平成7年）  | 1,323 |
| 2000年（平成12年） | 1,467 |
| 2005年（平成17年） | 1,546 |
| 2010年（平成22年） | 1,563 |
| 2015年（平成27年） | 1,652 |
| 2020年（令和2年）  | 2,026 |

### 世帯数の変遷
国勢調査による世帯数の推移。なお、2015年までは三栄町を掲載。
| 年                 | 世帯数 |
| ------------------ | ------ |
| 1995年（平成7年）  | 611    |
| 2000年（平成12年） | 709    |
| 2005年（平成17年） | 786    |
| 2010年（平成22年） | 846    |
| 2015年（平成27年） | 912    |
| 2020年（令和2年）  | 1,150  |

## 学区
区立小・中学校に通う場合、学区は以下の通りとなる（2018年8月時点）。
- 区域 : 全域
  - 小学校 : 新宿区立四谷小学校
  - 中学校 : 新宿区立四谷中学校

## 交通
町域内には鉄道駅はないが、西部・南部方面は地下鉄丸ノ内線の四谷三丁目駅が、北部は、都営新宿線の曙橋駅が、東部は地下鉄丸ノ内線・南北線・JR中央線の四ツ谷駅がそれぞれ利用可能である。
津の守坂通り上に「三栄町」バス停があり、都営バス宿75系統（新宿駅〜抜弁天・東京女子医大〜三宅坂）が運行されているが、宿75は大半が新宿駅〜東京女子医大間の運行であり三栄町まで来るのは1日6便と少ない。

## 事業所
2021年（令和3年）現在の経済センサス調査による事業所数と従業員数は以下の通りである。
- 事業所数 : 377事業所
- 従業員数 : 3,043人

## 施設
- 新宿歴史博物館
- 四谷保健センター等複合施設（旧:三栄町生涯学習館跡地）
- 四谷税務署

## その他

### 日本郵便
- 郵便番号 : 160-0008[3]（集配局 : 新宿郵便局[14]）。